# 千里眼

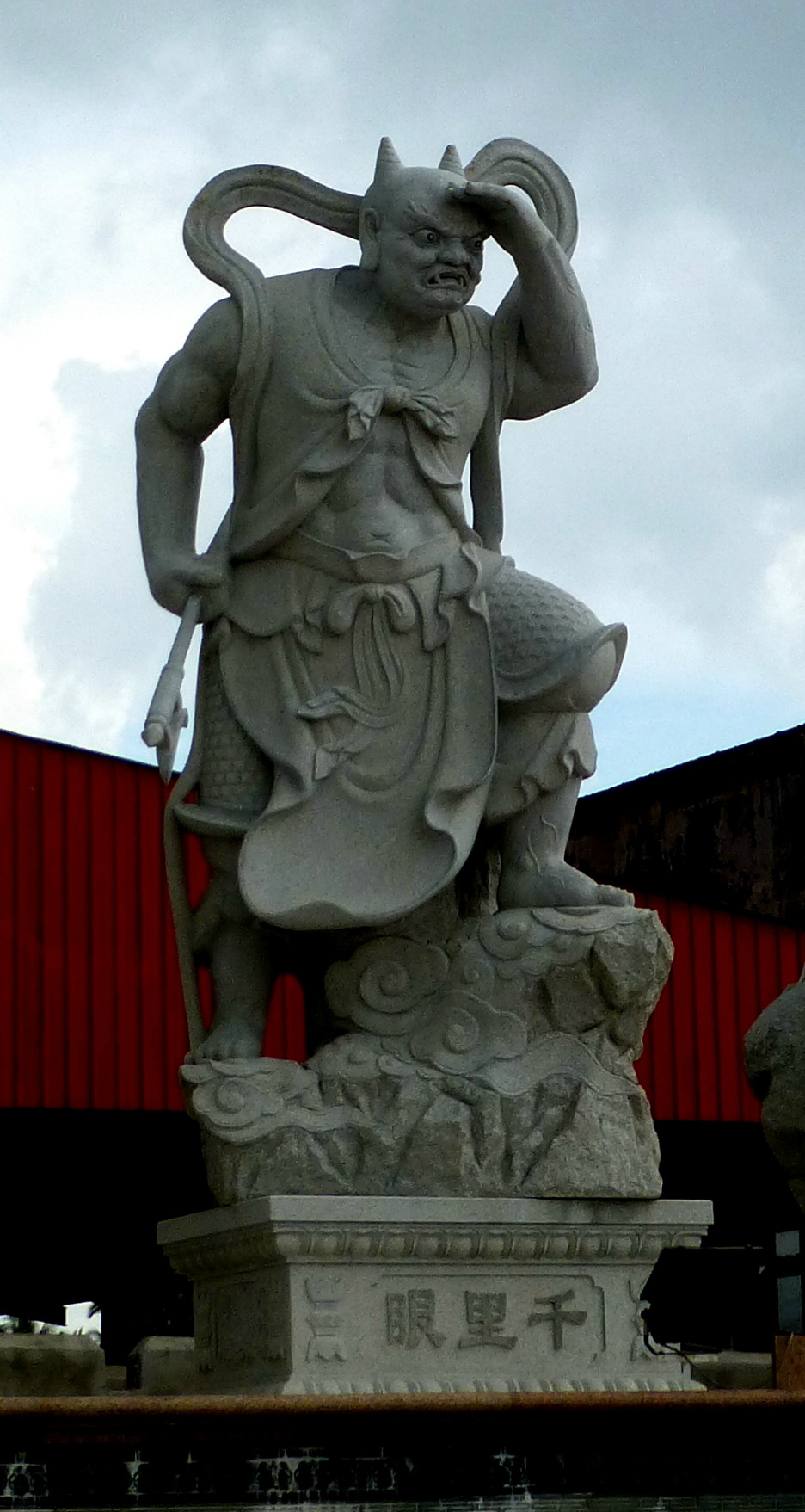
千里眼の像（マレーシア・ペラ州）

千里眼（せんりがん）とは、道教における神・媽祖に仕えている神の名。また、この神が持っていたとされる遠い場所のことをよく見知っていたり、まだ起きていない未来のことがわかる能力のこと。
千里眼はもともと鬼神であったが、媽祖に調伏され改心し、従うようになったとされる。
日本では、明治時代にこの能力を持つとする御船千鶴子や長尾郁子らが、福来友吉らの一部の学者と共に巻き起こした、公開実験や論争などの騒動「千里眼事件」が知られている。

## 由来
南北朝時代(なんぼくちょうじだい)に編纂された『魏書』に記された官僚の楊逸の逸話に由来するとされる。楊逸は間諜を使って役人を監視し、役人の悪事を暴いていたとされるが、間諜を使っていることを知らない人々は楊逸が何でも見通していると恐れるようになったとされる。

## 類義語
以下の様な単語が類義語としてある。
- 天眼通（てんげんつう） - 普通の人が見られない事象を見通せる神通力の1つ[1]。
- ESP - 超心理学における超感覚的知覚の1つ。テレパシー、予知、透視などを指す[1]。
- 透視 - 超心理学の用語で、隠された物を透かして見る力のこと[1]。

## 対義語
- 近視眼 - 目先のことにとらわれて、先の未来が見通せない状態や、現在の考えるのに精一杯で将来のことまで考えられないような状態[1]。
- 順風耳（英語版）（じゅんぷうじ） - 千里眼と対になって媽祖に仕えている神の名。世の中の全てを聞く力を持っている[1]。